# Michael Keaton

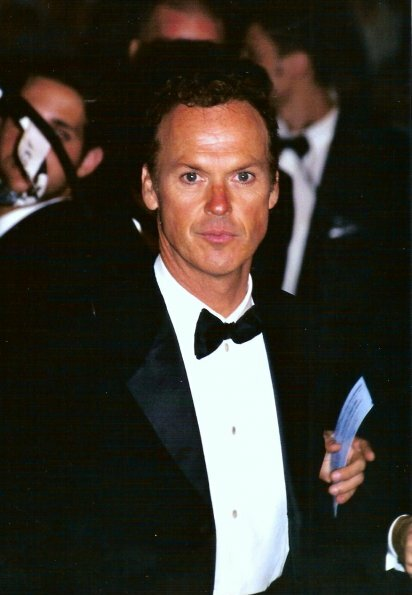
Michael Keaton vid Filmfestivalen i Cannes 2002.

Michael John Douglas, mer känd under artistnamnet Michael Keaton, född 5 september 1951 i Coraopolis i Allegheny County, Pennsylvania, är en amerikansk skådespelare. 
Keaton slog igenom under 1980-talet i komediserier som All's Fair och The Mary Tyler Moore Hour samt filmer som Årets man (1982), Se upp, farsan är lös! (1983), Johnny Dangerously (1984) och Beetlejuice (1988). Än större genomslag fick han med rollen som Bruce Wayne/Batman i Tim Burtons filmer Batman (1989) och Batman – Återkomsten (1992). Sedan dess har han medverkat i filmer som Mycket väsen för ingenting (1993), I flesta laget (1996), Jackie Brown (1997), The Other Guys (2010), Birdman (2014), Spotlight (2015), The Founder (2016) och Spider-Man: Homecoming (2017). Han har även röstskådespelat i animerade filmer som Porco Rosso (1992), Bilar (2006) och Toy Story 3 (2010).
År 2003 nominerades han till en Golden Globe Award för sin roll i TV-filmen Live from Baghdad. Vid Golden Globe-galan 2015 fick Keaton pris i kategorin Bästa manliga huvudroll i en komedifilm för rollen som Riggan Thomson i Birdman.
När Keaton gjorde sin spelfilm debut var han tvungen att använda ett artistnamn eftersom SAG hade regler som förhindrade två medlemmar att ha samma namn.
I mitten av 2024 så släppte han sitt artistnamn och ville istället kallas Michael Keaton Douglas i professionella sammanhang.

## Filmografi

### Film
| År   | Titel                         | Roll                          | Notering           |
| ---- | ----------------------------- | ----------------------------- | ------------------ |
| 1978 | Det våras för kaninerna       | Sjöman                        |                    |
| 1978 | A Different Approach          | Filmskapare                   | Kortfilm           |
| 1982 | Årets man                     | Bill Blazejowski              |                    |
| 1983 | Se upp, farsan är lös!        | Jack Butler                   |                    |
| 1984 | Johnny Dangerously            | Johnny Kelly                  |                    |
| 1986 | Gung Ho                       | Hunt Stevenson                |                    |
| 1986 | Touch and Go                  | Bobby Barbato                 |                    |
| 1987 | The Squeeze                   | Harry Berg                    |                    |
| 1988 | Beetlejuice                   | Betelgeuse                    |                    |
| 1988 | Clean and Sober               | Daryl Poynter                 |                    |
| 1989 | Hjärngänget                   | Billy Caufield                |                    |
| 1989 | Batman                        | Bruce Wayne / Batman          |                    |
| 1990 | Den objudne gästen            | Carter Hayes / James Danforth |                    |
| 1991 | One Good Cop                  | Artie Lewis                   |                    |
| 1992 | Batman - Återkomsten          | Bruce Wayne / Batman          |                    |
| 1993 | Mycket väsen för ingenting    | Dogberry                      |                    |
| 1993 | Stunder av lycka              | Bob Ivanovich / Jones         |                    |
| 1994 | Press-stopp!                  | Henry Hacket                  |                    |
| 1994 | På tal om kärlek              | Kevin Vallick                 |                    |
| 1996 | I flesta laget                | Doug Kinney                   |                    |
| 1997 | Kärlek och hämnd              | Berättare / äldre Doug Holt   | Okrediterad        |
| 1997 | Jackie Brown                  | Ray Nicolette                 |                    |
| 1998 | Sista utvägen                 | Peter J. McCabe               |                    |
| 1998 | Out of Sight                  | Ray Nicolette                 | Okrediterad        |
| 1998 | Jack Frost                    | Jack Frost                    |                    |
| 1999 | Body Shots                    |                               | Enbart producent   |
| 2002 | A Shot at Glory               | Peter Cameron                 |                    |
| 2004 | Quicksand                     | Martin Raikes                 |                    |
| 2004 | First Daughter                | President John MacKenzie      |                    |
| 2005 | White Noise                   | Jonathan Rivers               |                    |
| 2005 | Porco Rosso                   | Porco Rosso                   | Röstroll           |
| 2005 | Herbie: Fulltankad            | Ray Peyton                    |                    |
| 2006 | Game 6                        | Nicky Rogan                   |                    |
| 2006 | Bilar                         | Chick Hicks                   | Röstroll           |
| 2007 | The Last Time                 | Ted Riker                     | Även producent     |
| 2009 | The Merry Gentleman           | Frank Logan                   | Även regissör      |
| 2009 | Det perfekta livet            | Walter Malby                  |                    |
| 2010 | Toy Story 3                   | Ken                           | Röstroll           |
| 2010 | The Other Guys                | Kapten Gene Mauch             |                    |
| 2011 | Semester på Hawaii            | Ken                           | Röstroll, kortfilm |
| 2012 | Noah's Ark: The New Beginning | Noah                          | Röstroll           |
| 2013 | Blindsided                    | Hollander                     | Även producent     |
| 2014 | RoboCop                       | Raymond Sellars               |                    |
| 2014 | Need for Speed                | Monarch                       |                    |
| 2014 | Birdman                       | Riggan Thomson / Birdman      |                    |
| 2015 | Minioner                      | Walter Nelson                 | Röstroll           |
| 2015 | Spotlight                     | Walter Robinson               |                    |
| 2016 | The Founder                   | Ray Kroc                      |                    |
| 2017 | Spider-Man: Homecoming        | Adrian Toomes / Vulture       |                    |
| 2017 | American Assassin             | Stan Hurley                   |                    |
| 2019 | Dumbo                         | V. A. Vandevere               |                    |
| 2020 | Worth                         | Kenneth Feinberg              |                    |
| 2020 | The Trial of the Chicago 7    | Ramsey Clark                  |                    |
| 2021 | The Protégé                   | Rembrandt                     |                    |
| 2022 | Morbius                       | Adrian Toomes / Vulture       | Cameo              |
| 2023 | The Flash                     | Bruce Wayne / Batman          |                    |
| 2023 | Knox Goes Away                | John Knox                     | Även regissör      |
| 2024 | Beetlejuice Beetlejuice       | Betelgeuse                    |                    |
| 2024 | Goodrich                      | Andy Goodrich                 | Kommande           |

### TV
| År   | Titel                              | Roll             | Notering                       |
| ---- | ---------------------------------- | ---------------- | ------------------------------ |
| 1975 | Mister Roger's Neighborhood        | Volontär         | Avsnitt: "#1435"               |
| 1976 | All's Fair                         | Lannie Wolf      | 5 avsnitt                      |
| 1977 | Klein Time                         | Olika karaktärer | TV-special                     |
| 1977 | Maude                              | Chip Winston     | Avsnitt: "Arthur's Crisis"     |
| 1978 | The Tony Randall Show              | Zeke             | 2 avsnitt                      |
| 1978 | Mary                               | Olika roller     | 3 avsnitt                      |
| 1978 | Family                             | Träförsäljare    | Avsnitt: "Gifts"               |
| 1979 | Working Stiffs                     | Mike O'Rourke    | 9 avsnitt                      |
| 1979 | The Mary Tyler Moore Hour          | Kenneth Christy  | 11 avsnitt                     |
| 1982 | Report to Murphy                   | Murphy           | 6 avsnitt                      |
| 1982 | Saturday Night Live                | Sig själv        |                                |
| 1990 | The Earth Day Special              | Charles McIntyre | TV-special                     |
| 2001 | The Simpsons                       | Jack Crowley     | Avsnitt: "Pokey Mom"           |
| 2002 | Frasier                            | Blain Sternin    | Avsnitt: "Wheels of Fortune"   |
| 2002 | Live from Baghdad                  | Robert Weiner    |                                |
| 2003 | King of the Hill                   | Trip Larsen      | Avsnitt: "Pigmalion"           |
| 2003 | Gary the Rat                       | Jerry Andrews    | Avsnitt: "Catch Me if you Can" |
| 2007 | The Company                        | James Angleton   | 3 avsnitt                      |
| 2011 | 30 Rock                            | Tom              | Avsnitt: "100"                 |
| 2019 | Saturday Night Live                | Sig själv        |                                |
| 2019 | Last Week Tonight with John Oliver | Richard Sackler  | Avsnitt: "Opioids II"          |
| 2021 | Dopesick                           | Samuel Finnix    | 8 avsnitt                      |